# Museo de Arte Contemporáneo de Santiago

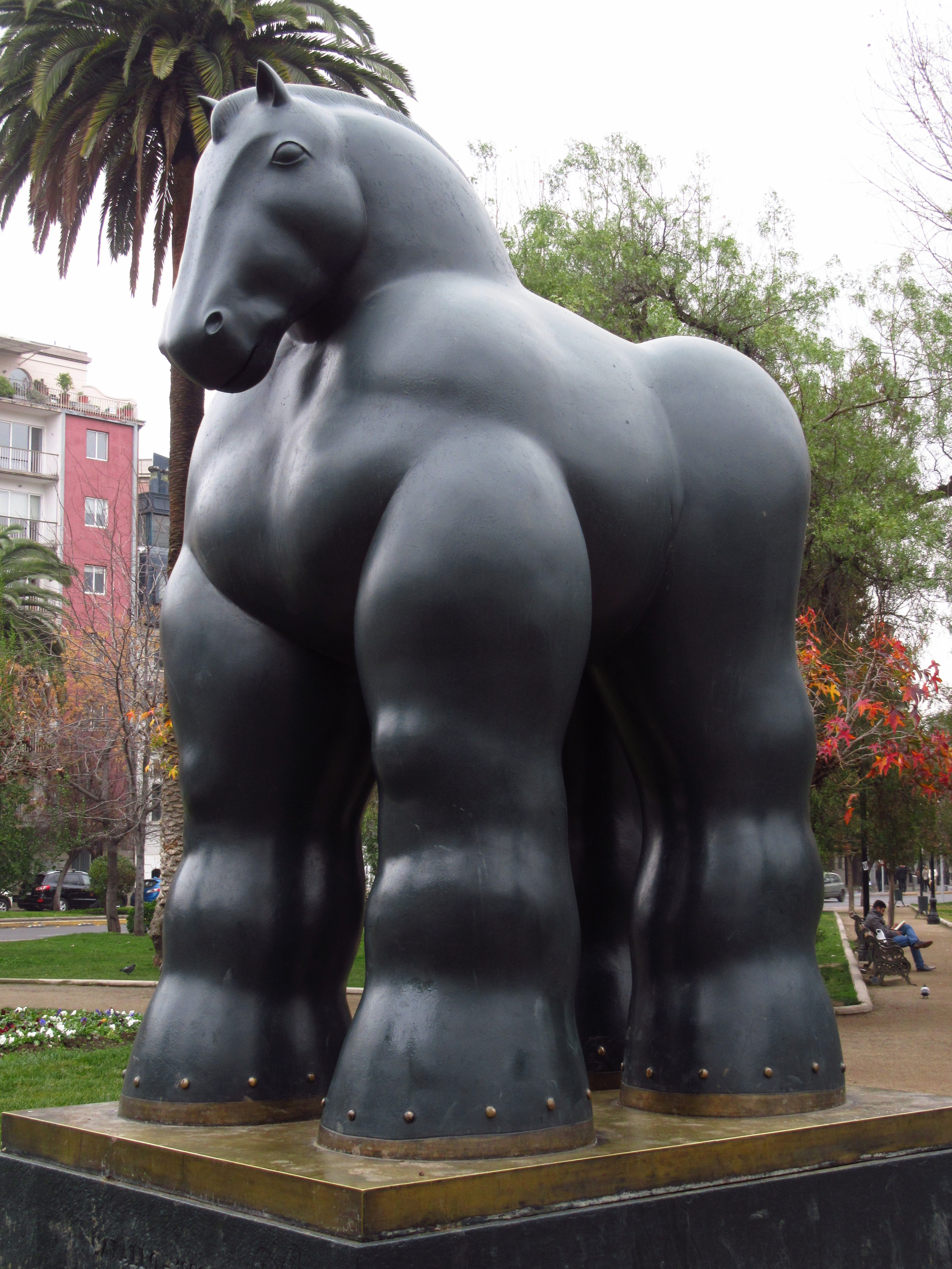
Caballo de Fernando Botero

El Museo de Arte Contemporáneo (MAC) es una institución que depende de la Facultad de Artes de la Universidad de Chile. Está ubicado en la ciudad de Santiago y cuenta con dos sedes patrimoniales: MAC Parque Forestal, ubicado junto al edificio del Museo Nacional de Bellas Artes; y MAC Quinta Normal, en el edificio llamado Palacio Versailles.
El museo tiene una misión acorde a una institución universitaria, acogiendo la diversidad de tendencias que forman la vida cultural contemporánea, con un sentido de interrogación respecto del desarrollo del conocimiento y la exploración de nuevas opciones productivas en el arte. Tiene una colección de alrdededor de 3 mil piezas, entre las que se cuentan casi mil grabados, cerca de 600 pinturas, alrededor de 130 dibujos, témperas y acuarelas, y 80 esculturas. Entre sus obras, que datan desde fines del siglo XIX, hay trabajos de artistas chilenos como Roberto Matta, Nemesio Antúnez, Matilde Pérez, Gracia Barrios y José Balmes. Además, hay obras de artistas internacionales como Oswaldo Guayasamín, Emilio Pettoruti, Friedensreich Hundertwasser, Isamu Noguchi, David Batchelor, Jesús Ruiz Nestosa y Dino Bruzzone.
El museo fue inaugurado en 1947, como parte de las políticas vinculadas a la cultura que la Universidad de Chile desarrolló a partir de la década de 1950, gracias al Instituto de Extensión de Artes Plásticas (IEAP). Inicialmente, el MAC se instaló en el edificio conocido como “El Partenón” de Quinta Normal. Su objetivo fundacional fue promover la obra de los artistas de la época. En 1974, el MAC se trasladó al Palacio de Bellas Artes de Parque Forestal.
Dentro de la colección del Museo de Arte Contemporáneo destacan las obras: "Vietnam herido" de José Balmes, "Las Pataguas" de Agustín Abarca, "Cal cal viva" de Roser Bru y "América no invoco tu nombre en vano" de Gracia Barrios.

## Historia

### MAC Parque Forestal
En 1910 se inauguró el inmueble de estilo neoclásico, diseñado por el arquitecto Emilio Jecquier. Fue construido como obra conmemorativa del Centenario de la República de Chile, pero un incendio en 1968 dejó sin uso el edificio. El área donde se ubica el actual Museo de Arte Contemporáneo, desde 1974, es donde antes funcionaba la Escuela de Bellas Artes. En 1976, este edificio fue declarado Monumento Nacional.
El hermoso edificio que lo cobija, sufrió graves daños en el terremoto de Chile de 1985, por lo cual debió ser clausurado hasta 1991. En 2005 fue reinaugurado con una ampliación de sus instalaciones: reparaciones estructurales del edificio, recuperación de la cúpula belga y de la mansarda (que había perdido en el incendio de 1968), renovación de todas las instalaciones sanitarias, eléctricas y de climatización; protección contra fuego, sistema de circulación vertical; readecuación de estructuras de captación de aguas lluvia y la habilitación de un sistema de circuito cerrado de televisión. Con la ampliación, su superficie llegó a 7029 metros cuadrados. Cinco años más tarde sufrió daños relativamente menores, pero muy vistosos, en su fachada, por desprendimientos en su frontón, a raíz del terremoto de Chile de 2010.
En la plazuela frente a su pórtico se ubica una estatua de un caballo donada a la ciudad de Santiago por el escultor colombiano Fernando Botero.
En MAC Parque Forestal se exhibe la colección del Museo de Arte Contemporáneo y exposiciones nacionales e internacionales de artistas consagrados.

### MAC Quinta Normal

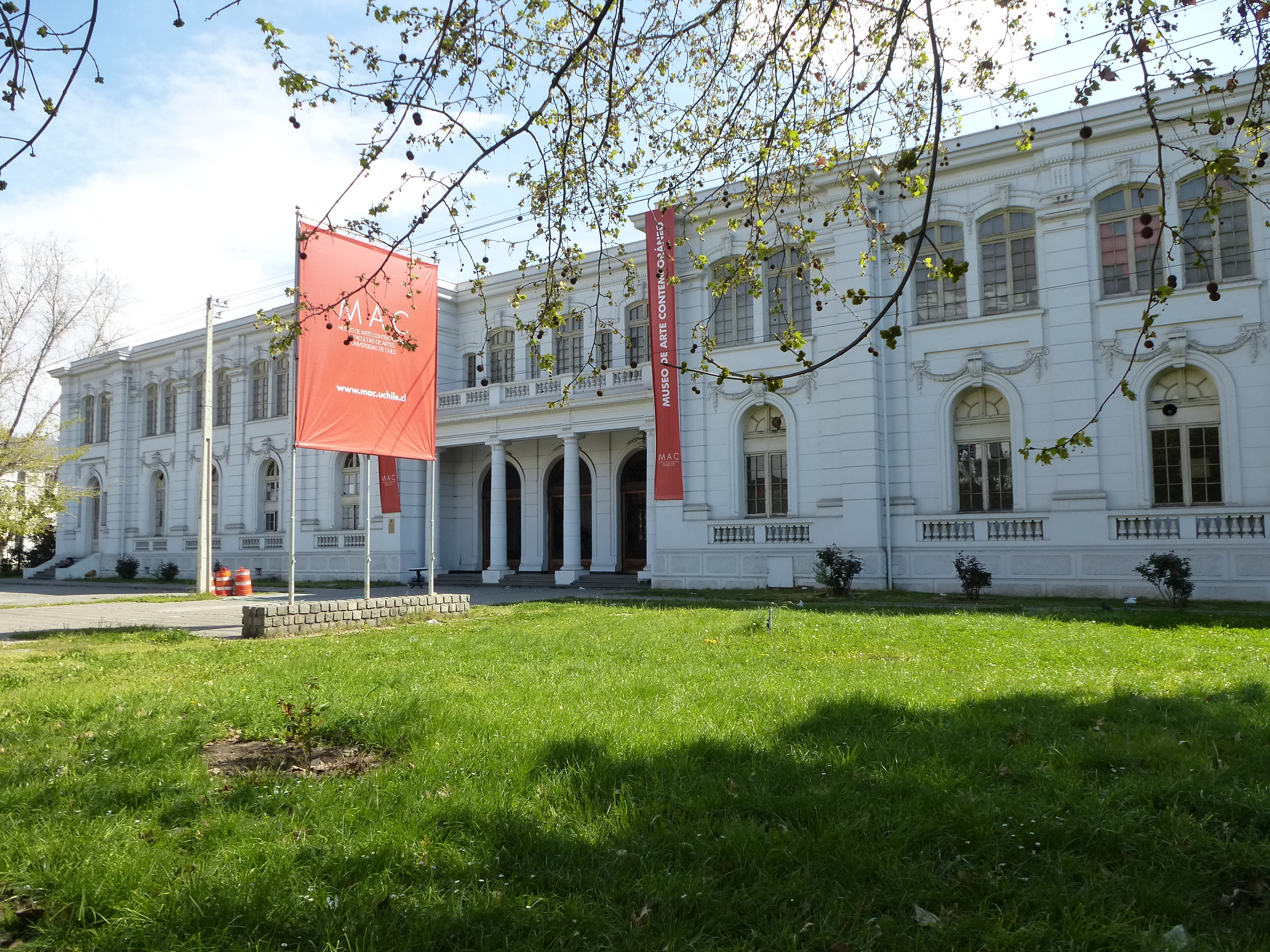
MAC Quinta Normal

Está instalado en el Palacio Versailles, edificio de estilo francés de principios del siglo XX, ubicado en el Parque Quinta Normal, obra del arquitecto Alberto Cruz Montt con intervenciones posteriores de la oficina Cruzat-Kulczewski. Originalmente fue creado para albergar el Instituto de la Sociedad de Agricultura. En 1934 fue traspasado a la Universidad de Chile y funcionó allí la Facultad de Agronomía, hasta su traslado al campus Antumapu en la década de los 70. Desde ese momento, el edificio se entregó en comodato al Servicio de Salud Metropolitano Occidente. En 2005 el edificio fue traspasado al MAC.
El MAC Quinta Normal ocupa una superficie de 5400 m². Actualmente, en esta sede se presentan exposiciones de carácter más experimental, tanto nacionales como internacionales, junto a muestras de arquitectura.

## Directores
El director del Museo de Arte Contemporáneo (MAC) es nombrado a partir de una terna que propone el decano(a) de la Facultad de Artes al rector de la Universidad de Chile.
Listado de directores que han presidido el museo:
- Junta Directiva, presidida por Marco Bontá (1947-1948)
- Marco Bontá (1949-1962)
- Nemesio Antúnez (1962-1964)
- Luis Oyarzún (1964-1965)
- Federico Assler (1965-1968)
- Alberto Pérez (1968-1970)
- Guillermo Núñez (1971-1972)
- Lautaro Labbé (1972-1973)
- Eduardo Ossandón (1973-1976)
- Marta Benavente (1976-1980)
- Dolores Mujica (1981-1991)
- Rosario Letelier (1991-1998)
- Francisco Brugnoli (1998-2021)[1]
- Daniel Cruz (2021-presente)[1]